# Fluß der Wahrheit
Fluß der Wahrheit ist ein US-amerikanischer Liebesfilm des Regisseurs William Keighley aus dem Jahr 1937. Der Film basiert auf einer Geschichte von James Oliver Curwood.

## Handlung
Der faule und lebenslustige jüngere Bruder eines kanadischen Sägewerk-Magnaten gerät unter falschem Namen in ein abgelegenes Holzfällercamp und verliebt sich dort in die resolute, aber insgeheim für seinen Charme empfängliche Besitzerin der Konkurrenzfirma.

## Kritiken
Das Lexikon des internationalen Films zeigte sich wenig begeistert: „Recht dürftiges Melodram, schlecht gespielt. Eindrucksvoll sind immerhin die brillante Farbfotografie und die schöne Landschaftsaufnahmen.“ Auch Cinema schrieb, Fluss der Wahrheit sei „nur sehenswert als früher Technicolor-Farbfilm.“